# Ginástica artística na Universíada de Verão de 2005 - Masculino
Os resultados masculinos da ginástica artística na Universíada de Verão de 2005 contaram com todas as provas.

## Resultados

### Individual geral
Finais
| Pos.              | Ginasta         | País                | Pontos |
| ----------------- | --------------- | ------------------- | ------ |
| Medalha de ouro   | Japão           | Hiroyuki Tomita     | 55,998 |
| Medalha de prata  | Coreia do Sul   | Kim Dae Eun         | 55,686 |
| Medalha de bronze | Japão           | Takehiro Kashima    | 55,924 |
| 4                 | China           | Liang Fuliang       | 54,924 |
| 5                 | Rússia          | Sergei Khorokhodein | 54,773 |
| 6                 | Canadá          | Casey Sandy         | 53,986 |
| 7                 | Ucrânia         | Amdriy Scayev       | 53,360 |
| 8                 | Canadá          | Grant Golding       | 53,110 |
| 9                 | Austrália       | Joshua Jefferis     | 53,062 |
| 10                | Ucrânia         | Vadym Kuvakin       | 53,047 |
| 11                | Bielorrússia    | Dimitri Savitski    | 52,899 |
| 12                | Portugal        | Manuel Campos       | 52,749 |
| 13                | Malásia         | Ng Shu Wai          | 52,274 |
| 14                | Coreia do Norte | Chol Jin Ro         | 51,423 |
| 15                | França          | Cedric Guille       | 51,312 |
| 16                | China           | Wang Heng           | 51,173 |
| 17                | Espanha         | Iván San Miguel     | 50,686 |
| 18                | Suíça           | Christoph Sharer    | 50,474 |
| 19                | Hungria         | Marcell Hetrovics   | 50,223 |
| 19                | França          | Damien Millot       | 49,761 |
| 21                | Suíça           | Mark Ramseier       | 49,487 |
| 22                | Brasil          | Mosiah Rodrigues    | 48,798 |
| 23                | Brasil          | Caio Americo        | 48,435 |
| 24                | Finlândia       | Sami Aalto          | 48,372 |

| Pos.              | País          | Ginasta           | Pts.  |
| ----------------- | ------------- | ----------------- | ----- |
| Medalha de ouro   | Canadá        | Brandon O'Neill   | 9,662 |
| Medalha de prata  | China         | Liang Fuliang     | 9,575 |
| Medalha de bronze | Japão         | Hiroyuki Tomita   | 9,400 |
| 4                 | Cazaquistão   | Sain Autalipov    | 9,387 |
| 5                 | Hungria       | Robert Gal        | 9,287 |
| 6                 | Cazaquistão   | Yernar Yerimbetov | 8,975 |
| 7                 | Portugal      | Manuel Campos     | 8,962 |
| 8                 | Coreia do Sul | Kim Dae Eun       | 8,900 |

| Pos.              | País          | Ginasta             | Pts.  |
| ----------------- | ------------- | ------------------- | ----- |
| Medalha de ouro   | Croácia       | Robert Seligman     | 9,650 |
| Medalha de prata  | Bielorrússia  | Alexei Ihnatovich   | 9,537 |
| Medalha de bronze | Taipé Chinesa | Lin Hsiang-Wei      | 9,475 |
| 4                 | Portugal      | Manuel Campos       | 9,425 |
| 4                 | China         | Liang Fuliang       | 9,425 |
| 6                 | Rússia        | Ruslan Nigmadzyanov | 9,200 |
| 7                 | Japão         | Takehiro Kashima    | 9,087 |
| 8                 | Ucrânia       | Pavlo Skyba         | 8,687 |

| Pos.             | País          | Ginasta            | Pts.  |
| ---------------- | ------------- | ------------------ | ----- |
| Medalha de ouro  | China         | Chen Yibing        | 9,662 |
| Medalha de ouro  | Japão         | Hiroyuki Tomita    | 9,662 |
| Medalha de prata | Itália        | Matteo Morandi     | 9,650 |
| 4                | Ucrânia       | Olexander Vorobyov | 9,587 |
| 5                | Cazaquistão   | Timur Kurbanbayev  | 9,575 |
| 6                | Itália        | Matteo Angioletti  | 9,550 |
| 7                | Coreia do Sul | Kim Dae Eun        | 9,475 |
| 8                | França        | Danny Rodrigues    | 9,425 |

| Pos.              | País          | Ginasta           | Pts.  |
| ----------------- | ------------- | ----------------- | ----- |
| Medalha de ouro   | Taipé Chinesa | Huang Yi-Hsueh    | 9,543 |
| Medalha de prata  | China         | Du Min            | 9,475 |
| Medalha de bronze | Cazaquistão   | Yernar Yerimbetov | 9,468 |
| 4                 | França        | Raphael Wignanitz | 9,443 |
| 5                 | Canadá        | Brandon O'Neill   | 9,399 |
| 6                 | Coreia do Sul | Go Jun Woong      | 9,387 |
| 7                 | Bulgária      | Filip Yanev       | 9,318 |
| 8                 | Ucrânia       | Vadym Kuvakin     | 4,412 |

| Pos.              | País          | Ginasta           | Pts.  |
| ----------------- | ------------- | ----------------- | ----- |
| Medalha de ouro   | Japão         | Takehiro Kashima  | 9,487 |
| Medalha de prata  | Cazaquistão   | Yernar Yerimbetov | 9,412 |
| Medalha de bronze | Itália        | Andreu Vivo       | 9,387 |
| 4                 | Eslovênia     | Mitja Petkovsek   | 9,275 |
| 5                 | Japão         | Hiroyuki Tomita   | 9,250 |
| 6                 | Coreia do Sul | Kim Dae Eun       | 9,087 |
| 6                 | Rússia        | Uri Ryazanov      | 9,087 |
| 8                 | Bielorrússia  | Denis Savenkou    | 8,875 |

| Pos.              | País         | Ginasta             | Pts.  |
| ----------------- | ------------ | ------------------- | ----- |
| Medalha de ouro   | Japão        | Hiroyuki Tomita     | 9,725 |
| Medalha de prata  | Brasil       | Mosiah Rodrigues    | 9,425 |
| Medalha de bronze | Rússia       | Sergei Khorokhodein | 9,387 |
| 4                 | Suíça        | Christoph Scharer   | 9,275 |
| 5                 | Bielorrússia | Denis Savenkou      | 9,175 |
| 6                 | Japão        | Takehiro Kashima    | 9,000 |
| 7                 | Cazaquistão  | Yernar Yerimbetov   | 8,300 |
| 8                 | Suíça        | Philippe Sager      | 7,362 |

### Equipes
Finais
| Posição           | País          | Total   |
| ----------------- | ------------- | ------- |
| Medalha de ouro   | Japão         | 168,209 |
| Medalha de prata  | Coreia do Sul | 165,158 |
| Medalha de bronze | China         | 164,569 |
| 4                 | Canadá        | 162,084 |
| 5                 | Rússia        | 161,096 |
| 6                 | Ucrânia       | 159,544 |
| 7                 | Cazaquistão   | 157,245 |
| 8                 | França        | 156,122 |